# 瓦爾法爾茨格拉本河
49°08′18″N 10°56′26″E / 49.13833°N 10.94058°E
瓦爾法爾茨格拉本河是德國的河流，位於該國東南部，由巴伐利亞負責管轄，屬於大布羅姆巴赫湖的支流，河道全長1.8公里，流經中法蘭克尼亞行政區。